# Vidám park

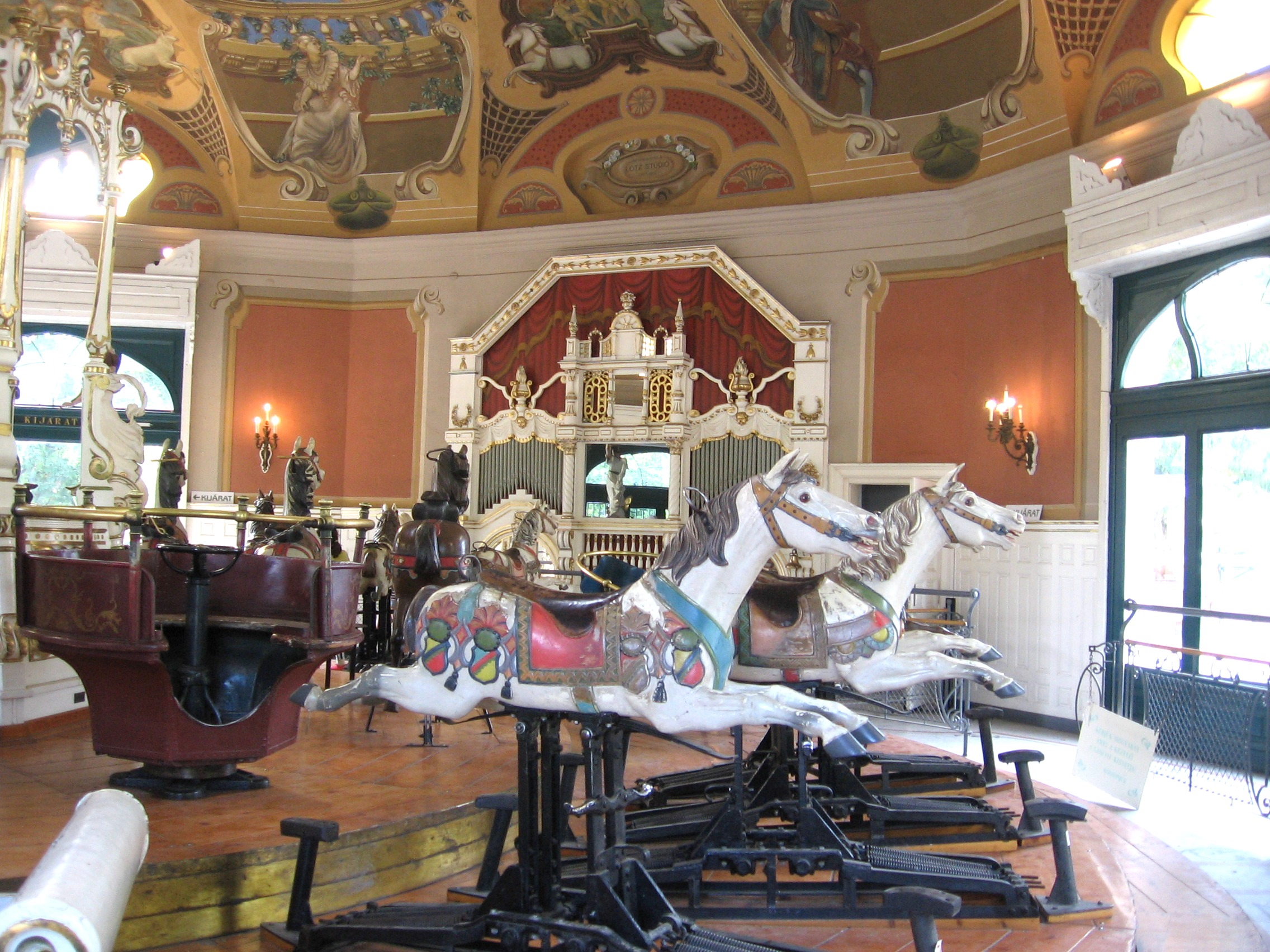
Kolotoč

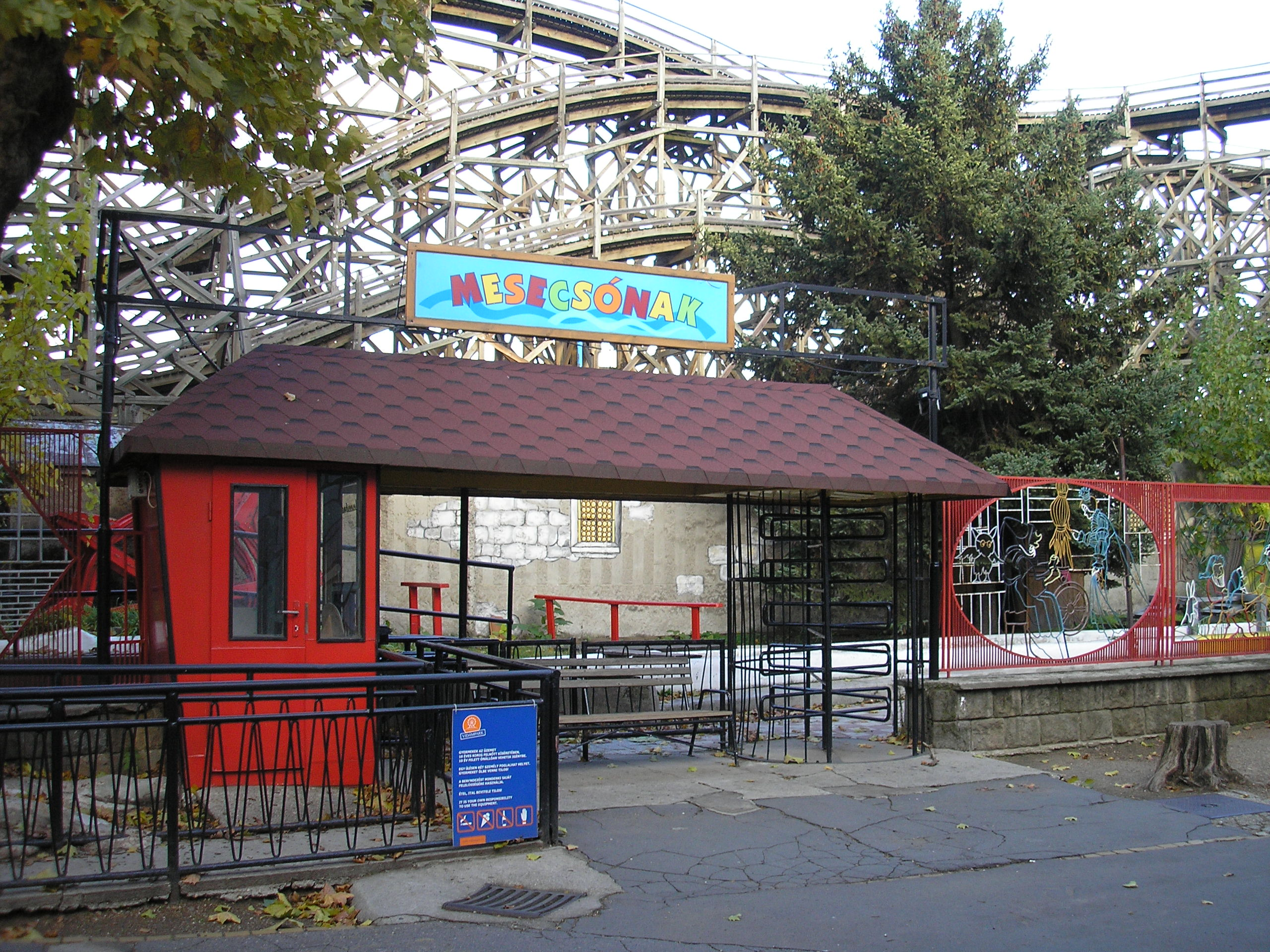
Pohádkové lodičky

Vidám park je zaniklý zábavní park, který se nacházel nedaleko centra Budapešti. Park byl založen v roce 1922 a byl součástí městského parku Városliget, nacházel se nedaleko Széchenyiho lázní a stejnojmenné stanice podzemní dráhy Széchenyi fürdő. 
V září 2013 byl park zrušen, většina atrakcí byla zbourána a všechny prostory poté připadly sousedící Zoo. Dochovaly se jen tři atrakce, které byly prohlášeny za památku: horská dráha, kolotoč a pohádkové lodičky.

## Vznik parku
Vznikl umístěním pouťových atrakcí do anglického parku. Během své existence prošel mnoha těžkými okamžiky, hrozilo mu přemístění i totální zchátrání. Za 2. světové války byl těžce poškozen, ovšem hlavní atrakce se zachovaly. Od roku 1950 jej spravovala akciová společnost Vidám park. Před uzavřením park nabízel přes 50 atrakcí. Ročně jej navštívilo více než 300 000 lidí. 
V září 2013 byl park uzavřen, aby uvolnil místo přilehlé Zoo a botanické zahradě Budapešť. Od dubna 2014 byla část parku s nejstaršími atrakcemi znovu zpřístupněna jako součást zoologické zahrady pod názvem Holnemvolt Vár. Vstup máte zdarma pokud jste navštívili Zoo, anebo můžete tento park navštívit samostatně.

## Nejznámější atrakce
- Horská dráha (Hullámvasút) z roku 1922. Dřevěná stavba s tratí o délce asi 1 km a celkovým převýšením 17 m. Rychlost vozidel dosahovala 40 km/h, celkový dojem však umocňovala nepříliš kvalitní geometrie kolejí tvořených většinou oplechovanými trámky a použití klasických železničních dvojkolí bez jakýchkoli dalších zábran proti vykolejení. Na dráze jezdily tří- nebo čtyřvozové vláčky, složené z vozíků s pěti dvojsedadly. Na druhém vozíku se nacházelo stanoviště brzdaře, který reguloval rychlost a v případě ohrožení bezpečnosti byl připraven vláček zabrzdit. Nové otevření po rekonstrukci se plánuje v roce 2024.

- Kolotoč (Körhinta) z roku 1906. Po Letenském kolotoči je druhý nejstarší fungující v Evropě. Jeho konstrukce je tvořena točnou s kočáry a koníky, kteří jsou upevněni mechanismem, který umožňuje „skoky“ vpřed i vzad. Jelikož směřují pod úhlem asi 45° ven z kruhu, není úplně snadné se na nich udržet, zvláště pouze jednou rukou.

- Pohádkové lodičky (Mesecsónak) pocházejí také z doby před 2. světovou válkou. Tato atrakce se nacházela přímo pod horskou dráhou. Lodě proplouvaly umělými jeskyněmi s postavami z maďarských i světových pohádek a kreslených příběhů.

- Ruské kolo (Panorámakerék ) 31 metrů vysoké ruské kolo bylo v provozu od roku 1974. 20 vozů mohlo pojmout až 80 lidí, jedna otáčka trvala 5 minut. Začátkem roku 2014 bylo rozebráno a prodáno do výkupu železa. Stejné kolo od sovětského výrobce Aurora stojí také v Pripjati.

- Jeskynní dráha (Barlangvasút) taktéž z roku 1906. Vláček popojížděl jeskyní s dioramaty z Petöfiho eposu Bohatýr Jan, v roce 2015 byla zrušena památková ochrana a atrakce byla zrušena.